# نوتر دام دو لاك
نوتر دام دو لاك أو ببساطة نوتر دام بقعة تُعامل، على عكس الأحياء المدنية والسكنية، من طرف المكاتب الإحصائية معاملة خاصة، وتقع شمال ساوث بند في مقاطعة سنت جوزيف التابعة لولاية إنديانا، الولايات المتّحدة الأمريكيّة؛ تشتمل نوتر دام على ثلاثة فروع الحرم الجامعي: جامعة نوتر دام، و المعهد العالي القديسة مريم (Saint Mary's College) الذي أُسس عام 1844 من طرف مجمع الصليب المقدس للأخوات المتفرع بدوره عن مجمع الصليب المقدس، و المعهد العالي الصليب المقدس (Holy Cross College) الذي تأسس عام 1966 ويديره أعضاء مجمع الصليب المقدس. تنقسم نوتر دام بين بلدتين بلدة كلاي وبلدة بورتيج ويبلغ عدد سكانها 5,973 نسمة حسب إحصائيات تعداد الولايات المتحدة 2010.

## الصليب المقدس مجمع ديني

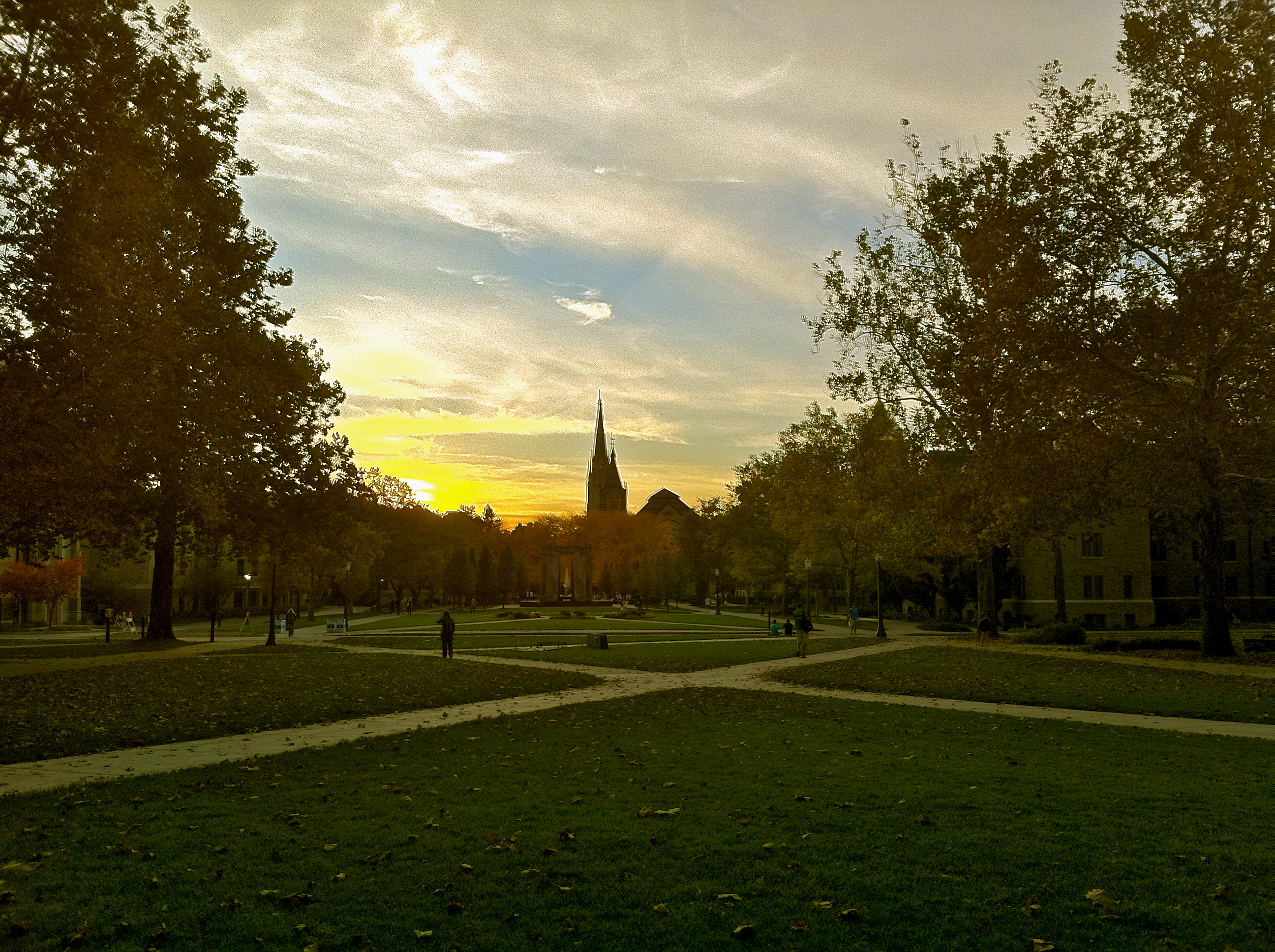
حرم الجامعة نوتر دام

قرية الصليب المقدس في نوتر دام عبارة عن مجتمع للمتقاعدين يوفّر الرعاية المتواصلة في هذه البقعة، ويملكها إخوان الصليب المقدس بينما تقوم مؤسسة شيكاغو للأخوات الفرنسيسكان بإدارتها.
و تعتبر نوتر دام، انديانا كذلك وطنا للمقرات الرئيسية الثلاثة من مقرات إخوان المجتمع الديني الصليب المقدس حيث يدير مجمع الصليب المقدس للأخوات شؤونه من كلية القديسة مريم، بينما يتواجد مقر المكاتب الإقلية الذي يدير شؤون «إقليمين» من أقاليم مجمع الصليب المقدس: إقليم الغرب الأوسط للإخوان وإقليم انديانا للإخوان والقساوسة.

## الحكومة والبنية التحتية
كما أن المجتمعات الغير المندمجة لا تملك جماعة حكومة محلية حضارية خاصة بها فإن هيئات نوتر دام، انديانا الحكومية في واقع الأمر عبارة عن مكاتب البريد و معاهد تكوين الشرطة. وعليه فإن جميع المعاهد والكليات ملحقة قانونيا بهيئة الشرطة. جامعة نوتر دام كذلك لها قسم خاص بمكافحة الحريق وتقوم بتموين نفسها بالماء والخدمات الكهربائية؛ بإستثناء قرية الجامعة والشقق المتواجدة في شارع كريب وبعض العائلات فإن الـ AEP هي التي تزودهم بالكهرباء.